# 瑞穂劇団
瑞穂劇団（みずほげきだん）は、かつて存在した日本の劇団である。

## 概要
1942年2月、食糧増産を推進する農林省の外郭団体「農山漁村文化協会」専属の劇団として発足。団長に信欣三、団員に宇野重吉、浮田左武郎、北林谷栄、清水将夫、三戸部スエ、織賀邦江、楠田薫、浜田寅彦が所属した。1944年には永井智雄も入団した。地方公演は294回、東京公演3回という盛んな活動を展開していたが、後に日本移動演劇連盟に加盟した。大政翼賛会の指導する食糧増産激励運動の下に農村を巡回した。1945年8月の敗戦後、解散し、団員は新協劇団や俳優座などに加入していった。

## 関連文献
- 宇野重吉「『瑞穂劇団』」のころ」『文学』（岩波書店）1961年5月号[4]
- 三戸部スエ「瑞穂劇団と芙蓉隊（女優の証言<特集>）」『悲劇喜劇』（早川書房）1981年1月号[5]